# Robert Spano
Robert Spano (Conneaut, Ohio, 7 de mayo de 1961) es un director de orquesta y pianista estadounidense.
Spano ha conseguido reconocimiento nacional e internacional en los últimos años, apareciendo con grandes orquestas y compañías de ópera en Estados Unidos y Europa. Además, ha realizado numerosas grabaciones con la ASO, galardonadas muchas de ellas con Premios Grammy, y ha obtenido, en la mayoría de sus interpretaciones, éxito por parte de la crítica.

## Vida
Spano nació en 1961 en la ciudad de Conneaut en el condado estadounidense de Ohio. Creció en una familia de músicos en Elkhart, Indiana. Su padre, Tony Spano, era constructor de flautas y reparador de instrumentos, así como clarinetista. 
Desde muy joven empezó a recibir educación musical de piano, flauta y violín. Tras la escuela secundaria, estudió en el Conservatorio de Oberlin, donde se graduó en interpretación pianística, estudiando además violín y composición y dirección con Robert Baustian. Completó su formación en el Instituto de Música Curtis en Filadelfia con Max Rudolf.

## Carrera

### Como director de orquesta
En 1985 dejó el Instituto Curtis para ocupar su primer puesto profesional, en la Universidad Estatal de Bowling Green en Bowling Green, Ohio, donde se graduó en filosofía. En 1989 regresó a Oberlin como miembro del cuerpo docente.
De 1990 a 1993 fue nombrado director asistente con la Orquesta Sinfónica de Boston, bajo la dirección de Seiji Ozawa. Desde que dejó el cargo en 1993, ha dirigido esta orquesta regularmente como director invitado, y fue nombrado profesor en el Tanglewood Music Center durante el verano.
De 1993 a 1996, viajó alrededor del mundo, dirigiendo conciertos y óperas (durante un tiempo ni siquiera tuvo un domicilio fijo). Durante sus viajes, dirigió las orquestas de Chicago, Cleveland, Filadelfia, Nueva York, Los Ángeles, y de otras ciudades de América del Norte y del extranjero (desde Ámsterdam hasta Zúrich. Ha dirigido óperas en la Royal Opera House de Londres, en la Ópera Nacional Galesa, y en los teatros de ópera de Chicago, Houston, Santa Fe y Seattle.
De 1996 a 2004 ocupó el puesto de director musical de la Orquesta Filarmónica de Brooklyn. En 1995 fue nombrado director musical de la Orquesta Filarmónica de Brooklyn (este fue el primer cargo de director musical que desempeñó Spano). En otoño de 1996 inició sus actividades como director musical con esta orquesta, obteniendo éxito inmediatamente. En los años siguientes, a pesar de múltiples crisis financieras, Spano y la orquesta consiguieron numerosos seguidores entre la comunidad musical y la prensa de Nueva York. En 2002 anunció su intención de dimitir como director musical de la Filarmónica de Brooklyn a finales de la temporada 2003-2004, quedando como asesor y, posteriormente, como principal director invitado, hasta 2007. 
De 2001 a 2021 fue director musical de la Orquesta Sinfónica de Atlanta. En marzo de 2008 se anunció la ampliación de su contrato hasta la temporada 2013-2014. Spano y la ASO han realizado numerosas grabaciones para los sellos Telarc y Deutsche Grammophon han sido bien acogidas por parte del público y la crítica.

### Como intérprete y compositor
Además de su carrera como director de orquesta, Spano permanece activo como pianista, actuando con frecuencia interpretando música de cámara. También sigue componiendo su propia música, aunque sólo en su tiempo libre.

## Premios y reconocimientos
- Spano fue reconocido con el premio Seaver.
- Sus grabaciones han ganado cuatro premios Grammy.
- También ha recibido títulos honorarios de la Universidad Estatal de Bowling Green y del Instituto Curtis de Música.

Su trabajo ha sido elogiado por diversos críticos musicales, como Justin Davidson de Newsday y Richard Dyer de The Boston Globe.